# Gouvernement du Queensland

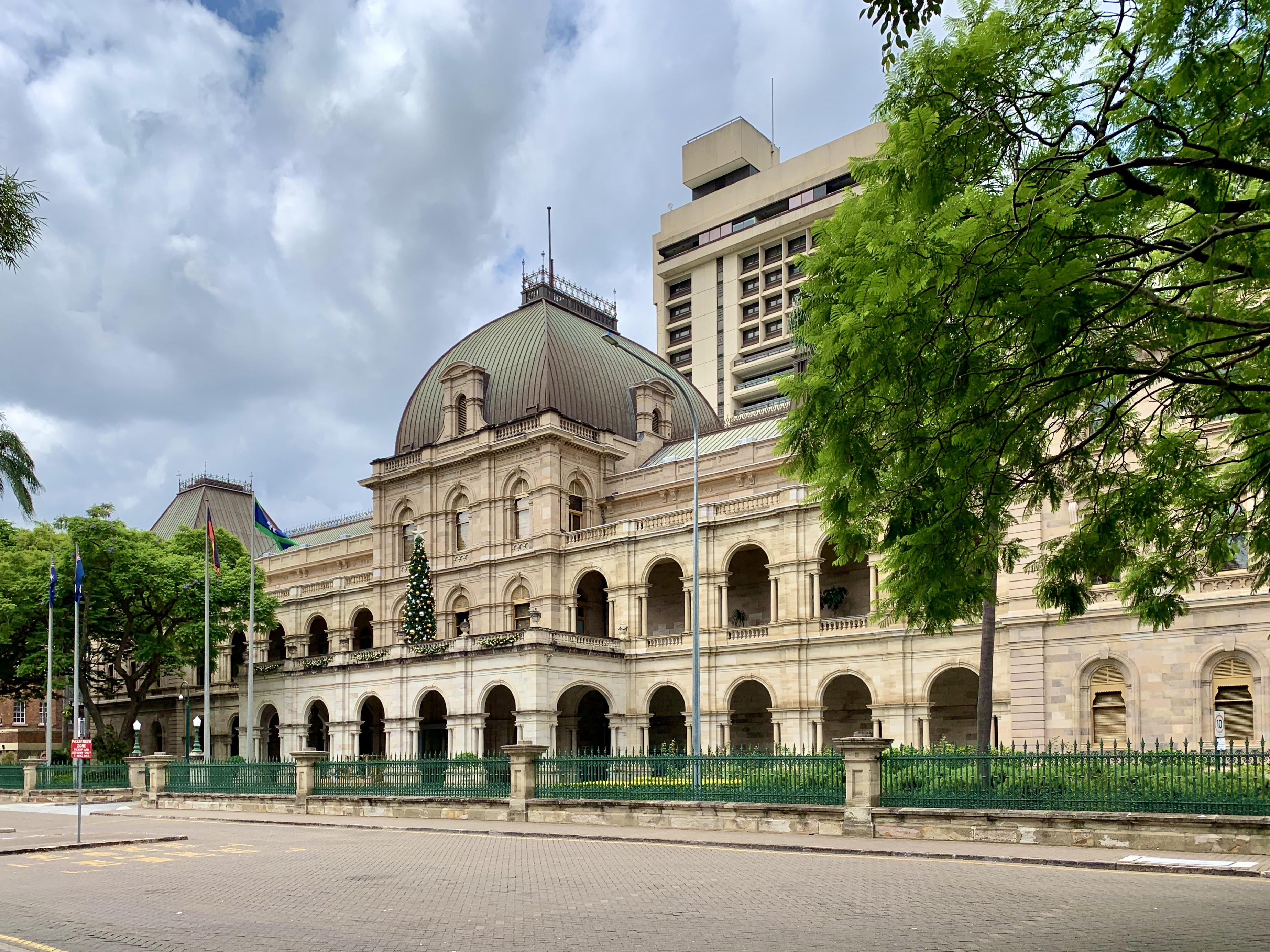
Les bâtiments du Parlement du Queensland

Le mode de gouvernement du Queensland est inscrit dans la Constitution, qui date de 1856, même s'il a été modifié plusieurs fois depuis lors. Depuis 1901, le Queensland est un État du Commonwealth d'Australie, et la Constitution australienne régit les relations de l'État avec le Commonwealth. 
Le Queensland est gouverné selon les principes du système de Westminster, une forme de régime parlementaire fondé sur le modèle du Royaume-Uni.
Le pouvoir exécutif est exercé par le premier ministre du Queensland et le Conseil des ministres, qui sont nommés par le gouverneur, mais qui détiennent en pratique leur pouvoir de leur capacité à obtenir le soutien d'une majorité des membres de l'Assemblée législative. Le Conseil législatif du Queensland a été la chambre haute du Parlement du Queensland jusqu'à son abolition en 1922. Depuis, l'Assemblée législative du Queensland est le seul parlement du Queensland, qui est le seul État australien à avoir un parlement monocaméral. 
Le pouvoir législatif appartient au Parlement du Queensland, qui comprend la Couronne, représentée par le gouverneur du Queensland, et l'Assemblée législative de Queensland. L’Assemblée législative siège au Parlement, à Brisbane. 
Le pouvoir judiciaire est exercé par la Cour suprême du Queensland et un système de tribunaux inférieurs, mais la Haute Cour d'Australie est l'arbitre final de la plupart des questions juridiques et d'autres tribunaux fédéraux sont compétents sur les questions qui relèvent de la sphère du gouvernement fédéral, telles que définies par la Constitution australienne. 

## Compléments